# Bunker (bande dessinée)
Pour les articles homonymes, voir Bunker.
Bunker est une série de bande dessinée française en cinq tomes dans la collection Empreinte(s) des éditions Dupuis. Elle est scénarisée par Christophe Bec et Stéphane Betbeder.

## Auteurs
- Scénario : Christophe Bec et Stéphane Betbeder
- Dessin : Christophe Bec (tome 1), Nicola Genzianella (tomes 2 à 5)
- Couleurs : Marie-Paule Alluard

## Synopsis
À plus de 7 000 mètres d'altitude, la Demarkacia est le dernier rempart entre le Velikiistok et le territoire des Ieretiks. Dans le Bunker 37, le soldat Aleksi Stassik scrute le versant ennemi et attend l'offensive. Au-dessus de lui, dans la montagne, un ennemi autrement redoutable rôde...

## Albums
Après les dates figurent les chiffres de ventes librairies/grandes surfaces en France (source : Panel Tite-Live - Consulté le 24 mai 2009).
1. Les Frontières interdites (octobre 2006) 16 000+
2. Point Zéro (janvier 2008) 10 000+
3. Réminiscences (janvier 2009) 6 000+
4. Carnages (février 2010)
5. Le Mal des montagnes (juin 2012)

## Publication

### Éditeurs
- Dupuis (première édition des tomes 1 à 4 - collection « Empreinte(s) » pour les tomes 1 et 2)